# چان یوئن تینگ
چان یوئن تینگ (陳婉婷؛ زادهٔ ۷ اکتبر ۱۹۸۸) یک بازیکن فوتبال، و سرمربی (فوتبال) اهل جمهوری خلق چین است.
در دسامبر ۲۰۱۵، چان یوئن تینگ به جای یونگ اعظم کونگ، به عنوان مدیر شرقی باشگاه ورزشی در لیگ برتر هنگ کنگ منصوب شد. او اولین مدیر زن باشگاه می‌باشد.